# 国立無形遺産院
国立無形遺産院（National Intangible Heritage Center）は、無形文化遺産の保存・伝承・研究・調査・記録管理・普及及び振興に関する事務を管掌する大韓民国文化財庁の所属機関である。2013年9月17日に発足し、全羅北道全州市完山区西学に95に位置している。